# 하데스 II
《하데스 II》(Hades II)는 슈퍼자이언트 게임스가 개발하고 배급하는 예정된 로그라이크 액션 롤플레잉 게임으로, 하데스 (2020)의 후속작이며, 그들의 첫 번째 후속작 프로젝트이다. 이 게임은 2022년 12월에 발표되었고, 2024년 5월에 Windows용으로, 2024년 10월에 macOS용으로 앞서 해보기로 출시되었으며, 정식 버전은 닌텐도 스위치 및 닌텐도 스위치 2용 콘솔 버전과 함께 출시될 예정이다. 이 게임은 지하세계의 공주이자 첫 번째 게임의 주인공인 자그레우스의 누이인 멜리노에가 크로노스 (시간의 신)를 물리치기 위해 다른 올림포스 신들의 도움을 받는 내용을 다룬다.

## 전제
첫 번째 게임과 마찬가지로, 하데스 II는 로그라이크 던전 탐험 게임이다. 하데스와 동일한 세계관에서 하데스의 사건 이후 "어느 정도 시간"이 흐른 뒤를 배경으로 하며, 후속작은 멜리노에를 주인공으로 하며, 그녀는 지하세계의 공주이자 첫 번째 게임의 주인공인 자그레우스의 누이이다. 그녀의 멘토인 헤카테와 함께, 그녀는 과거에 자신에게 반대했던 모든 신들과 필멸자들에게 복수하고 가족을 포로로 잡은 시간의 티탄인 크로노스 (시간의 신)를 물리치는 것을 목표로 한다.
하데스에서 돌아온 "신 모드"는 플레이어가 각 실행 후에 더 많은 힘을 얻을 수 있게 해준다. 새로운 기능으로는 적을 공격하여 충전되는 전투 자원인 "마법 바"가 추가되었다. 네 가지 생물군계를 가로질러 타르타로스에서 지표면으로 가는 단일 경로만 있던 오리지널 게임과 달리, 후속작은 에레보스에서 타르타로스로 가는 경로와 에피라에서 올림포스산으로 가는 두 가지 경로를 도입했으며, 각 경로마다 네 가지 생물군계가 있다.

## 개발
2018년에 앞서 해보기로 처음 출시되어 2020년에 정식 출시된 하데스는 당시 슈퍼자이언트의 가장 성공적인 게임이었지만, 수석 작가 그레그 카사빈은 팀이 게임의 후속작을 만들지 아직 결정하지 못했다고 말했다. 슈퍼자이언트의 일반적인 과정처럼, 게임을 완성한 후 팀은 다음 프로젝트가 팀에 가장 큰 흥미를 불러일으키는지 결정했으며, 많은 팀원들이 하데스에 포함되지 않았던 더 많은 이야기와 신화적 캐릭터를 탐구할 수 있다고 느껴 후속작이 선호되는 옵션임을 깨달았다. 그러나 이것이 스튜디오의 첫 번째 후속작이 될 것이기 때문에, 그들은 원작의 핵심을 잃지 않으면서 하데스를 의미 있는 방식으로 확장하고 싶어했다. 스튜디오 대표 아미르 라오는 성공적인 후속작으로 포탈 2와 디아블로 II를 예로 들었다. 후속작 작업은 2021년 초에 시작되었다.
카사빈은 처음부터 자그레우스를 주인공으로 다시 사용하고 싶지 않다는 것을 알고 있었다고 말했다. 그는 그리스 신화를 더 깊이 연구하기 시작했고, 오르페우스 찬가를 접하게 되었다. 그중 하나는 멜리노에를 하데스와 페르세포네의 딸로 묘사했지만, 그녀에 대해 다른 내용은 거의 없었다. 자그레우스와의 가족 관계 외에는 슈퍼자이언트가 하데스에서 그녀를 전혀 언급하지 않았기 때문에, 그들은 새로운 이야기를 쓸 수 있었다. 멜리노에는 또한 그리스 신화의 오컬트 측면과도 관련되어 있어, 마법을 게임 플레이 메커니즘으로 도입하고 멜리노에의 멘토인 헤카테의 인물을 소개할 수 있었다.
젠 지는 하데스 작업에 이어 하데스 II의 아트 디렉터로 계속 참여했다. 성우진에는 에이사 버터필드가 이카로스로, 아멜리아 타일러가 헤카테로 참여했다. 슈퍼자이언트 게임의 단골 성우인 로건 커닝햄은 하데스뿐만 아니라 크로노스와 여러 다른 신화적 인물들의 목소리를 맡았다.
하데스 II는 2022년 12월 8일 더 게임 어워즈 2022에서 공개되었다. 기술 테스트는 2024년 4월에 시작되었고, 2024년 5월 5일에 앞서 해보기로 출시되었다. 전작과 마찬가지로 하데스 II에는 대런 코브의 음악이 포함되어 있다. 사운드트랙은 앞서 해보기 출시 당일 슈퍼자이언트의 유튜브 계정과 스팀 페이지를 통해 공개되었다.
2024년 10월 16일, "올림픽 업데이트"라는 제목의 주요 업데이트가 출시되었다. 여기에는 완전히 새로운 지역, 무기, 캐릭터가 포함되었다. 이 확장팩 출시와 함께 이 게임은 macOS에서도 출시되었다. 2025년 2월 19일, 게임의 두 번째 주요 업데이트인 "워송 업데이트"가 출시되었다. 2025년 4월 2일, 닌텐도 다이렉트 프레젠테이션에서 이 게임이 닌텐도 스위치 2의 콘솔 독점 출시작으로 공개되었다. 2025년 6월 17일, PC 앞서 해보기의 마지막 주요 업데이트인 "보이지 않는 업데이트"가 출시되었다.

## 평가

### 비평가 평가

#### 사전 출시
기술 테스트와 첫 번째 게임을 비교하면서 페이스트의 엘리야 곤살레스는 하데스의 "설득력 있는 캐릭터 묘사, 재치 있는 대화, 뛰어난 연기가 여기에서도 살아 숨 쉬고 있다. 하데스 II의 게임플레이 업그레이드를 보면서 만족스러웠지만, 나를 가장 흥분시킨 것은 이 세계와 캐릭터들이 어떻게 발전하는지이다"라고 평했다. 곤살레스는 멜리노에가 자그레우스보다 초기 "목적의 명확성"이 더 크지만, "자기 의심과 구원자가 되어야 한다는 압박감에 시달리며, 그녀를 비슷하게 복잡하고 매력적인 주인공으로 만든다"고 평했다. 기술 테스트 동안 Kotaku는 게임 캐릭터 디자인의 성적 매력을 칭찬하며 "성적 매력이 그들의 성격에 녹아 있다"고 썼다. 폴리곤의 아나 디아즈는 그리스 신화에서 성별의 전통적인 표현 방식과 "하데스 2가 영리하고 강하며 마녀에 대한 고정관념을 거부하는 마녀들을 통해 이 고대 그리스 사상을 확장하는 방식"을 강조했다. "멜리노에 자신은 엄밀히 말해 마녀가 아니지만, 그녀는 마녀에게 길러졌고 그 덕분에 더 강해졌다. [...] 멜리노에의 배경은 그녀가 전사로서 어떤 사람인지를 형성하고, 차례로 게임에 신선한 경험을 가져다준다"고 평했다. 가디언의 패트리샤 에르난데스는 하데스처럼 후속작의 주인공도 그리스 신화에서 잘 알려지지 않은 인물이며, 하데스 시리즈를 에밀리 윌슨의 일리아스와 오디세이아 현대 번역본에 비유했다. "윌슨의 작품이 현대 독자를 위해 그리스 신화를 재해석하는 데 도움이 되는 반면, 하데스 시리즈는 그 신화들을 확장하려는 대담한 목표를 가지고 있다." 에르난데스는 "인간 관계 (또는 신들 간의 관계) 드라마"가 하데스 II를 "매력적인 게임"에서 "저항할 수 없는" 게임으로 끌어올렸다고 평했다.
앞서 해보기에 대해 에르난데스는 "현재 미완성 상태임에도 불구하고, 하데스 II에서 수십 시간을 보낼 것이 분명하다"며 "많은 플레이어들이 주로 격렬한 전투에 끌릴 것이다. 슈퍼자이언트 게임스는 멜리노에가 생존하기 위해 시간을 늦춰야 할 정도로 위압적인 생물들로 던전을 채운다. [...] 반면 다른 이들은 후속작의 매력적인 확장된 캐릭터들에 매료될 것이다"라고 썼다. IGN의 미첼 솔츠먼은 앞서 해보기 게임에 누락되거나 임시 자산이 있음에도 불구하고 9/10점을 부여했다. 솔츠먼은 "하데스 2는 어떤 기준으로 보더라도 믿을 수 없을 정도로 거대하고 놀랍도록 세련된 느낌을 준다. 앞서 해보기 게임임에도 불구하고 더욱 그렇다. 멜은 환상적이고, 전투와 진행에 대한 새로운 조정은 뛰어나며, 첫 번째 게임보다 두 배 많은 콘텐츠로 믿을 수 없을 정도로 기능이 가득하다. [...] 하지만 현재 누락된 모든 것에도 불구하고, 지금 당장 여기에 있는 것은 놀랍고, 앞으로 더 많은 것이 올 것이라는 생각은 아주 매력적인 즐거움이다"라고 썼다. PC 게이머의 타일러 콜프도 앞서 해보기 게임을 추천하며 "현재 상태는 전체 게임의 1부를 플레이하는 것과 같다. 모든 캐릭터는 완벽하게 음성 연기되었고, 전투는 이미 잘 균형 잡혀 있으며, 여러 기능이 작동 중이다. 일부 캐릭터 초상화와 환경 예술은 아직 작업 중인 것처럼 보이지만, 그 외에는 하데스 2는 세련된 데모처럼 플레이된다"고 보았다. 대조적으로, 폴리곤의 별도 리뷰에서 디아즈는 많은 캐릭터와 스토리 상호작용이 아직 추가되지 않았으므로 "스토리와 캐릭터에 매우 몰입하는 플레이어는 기다리는 것이 좋을 수도 있다"고 평했다. "하데스가 앞서 해보기 중일 때, 스토리는 개발 타임라인 내내 많이 바뀌었다. 완전히 구현된 스토리를 원하고, 팀이 스토리를 알아가는 과정에 함께하고 싶지 않다면, 앞서 해보기는 당신에게 적합하지 않을 수 있다"고 덧붙였다.
하데스 II의 깜짝 앞서 해보기 출시 결과, 이블 엠파이어는 로그 프린스 오브 페르시아의 예정 출시일을 5월 14일에서 그 달 말로 연기하여 하데스 II와의 경쟁을 피했다.

### 수상
| 연도 | 시상식               | 부문                         | 결과 | Ref.          |
| ---- | -------------------- | ---------------------------- | ---- | ------------- |
| 2023 | 더 게임 어워즈 2023  | 가장 기대되는 게임           | 후보 | [ 37 ]        |
| 2024 | 골든 조이스틱 어워즈 | 베스트 앞서 해보기 게임      | 후보 | [ 38 ]        |
| 2024 | UCG 게임 어워드      | 가장 유망한 게임 (인디 게임) | 수상 | [ 39 ] [ 40 ] |
| 2024 | 스팀 어워드          | 뛰어난 시각적 스타일         | 후보 | [ 41 ]        |
| 2024 | 스팀 어워드          | 스팀 덱 최고의 게임          | 후보 | [ 41 ]        |